# Höchsten (Landschaftsschutzgebiet)
Das Gebiet Höchsten ist ein mit Verordnung vom 19. April 1938 ausgewiesenes Landschaftsschutzgebiet im Bereich der baden-württembergischen Gemeinden Deggenhausertal im Bodenseekreis (LSG-Nummer 4.35.032, sieben Hektar) und Illmensee im Landkreis Sigmaringen (LSG-Nummer 4.37.025, vierzehn Hektar) in Deutschland.

## Lage
Das zusammenhängende Gebiet ist insgesamt rund neun Hektar groß und gehört naturräumlich zum Linzgau. Es erstreckt sich auf einer Länge von etwa einem Kilometer zwischen den Weilern Raubacker im Südosten, Lehen im Nordwesten und Glashütten im Norden, auf einer Höhe von rund 800 m ü. NN.
Der namengebende Berg Höchsten, dessen höchster Punkt einige Meter nördlich liegt, ist mit 842,6 m ü. NN die höchste Erhebung im Linzgau und die höchste nicht zur Schwäbischen Alb gehörende Erhebung im Landkreis Sigmaringen. Über den Höchsten verläuft die Rhein-Donau-Wasserscheide, die ein Teil der europäischen Hauptwasserscheide ist.

## Schutzzweck
Wesentlicher Schutzzweck ist die Erhaltung eines die Landschaft bestimmenden Höhenzugs mit hervorragender Aussicht.

### Flora und Fauna

#### Flora
Der Höchsten ist im Alpenvorland eine der wenigen Erhebungen der Würmeiszeit, die nicht vollständig von Gletschern überdeckt waren. Auch deshalb haben noch Reste alpiner Vegetation überlebt. Durch die Kulturlandschaft Oberschwabens und deren landwirtschaftliche Bewirtschaftung wurden diese bis auf zum Teil wenige Quadratmeter zurückgedrängt.